# 日本公法学会
日本公法学会（にほんこうほうがっかい、英: Japan Public Law Association）は、憲法・行政法・国法学及びこれらに関する諸部門を含む、公法に関する研究及びその研究者相互の協力を促進し、かねて外国の学界との連絡を図ることを目的として、1948年に創設された学術組織である。

## 概要
会員数は名誉会員：1（人）正会員：1162（人）。毎年、秋に総会を開催しており、研究報告、シンポジウム、公募による報告などが行われている。また、総会での報告や公募論文、学界展望をまとめた学会誌『公法研究』（有斐閣、ISSN：03873102）を発行している。なお、本学会の事務所は東京大学法学部研究室内に置かれている。

## 役員

### 理事長
- 長谷部恭男（2016~）

### 理事
| - 愛敬浩二 - 石川健治 - 石森久広 - 市川正人 - 稲葉馨 - 井上典之 - 宇賀克也 - 大石眞 - 小幡純子 - 木下智史 - 工藤達朗 - 久保茂樹 - 交告尚史 - 小早川光郎 - 佐伯彰洋 - 榊原秀訓 - 阪口正二郎 - 宍戸常寿 - 渋谷秀樹 - 下井康史 - 白藤博行 - 鈴木秀美 - 曽和俊文 - 高田篤 - 只野雅人 - 建石真公子 - 辻村みよ子 - 常本照樹 - 土井真一 - 糠塚康江 - 野坂泰司 - 人見剛 - 本多滝夫 - 光信一宏 - 村上裕章 - 毛利透 - 山元一 - 横山信二 - 亘理格 |

### 監事
- 大久保規子
- 大津浩
- 國分典子

（50音順、2018年12月現在）

## 歴代会長
- 1948～1962:宮沢俊義
- 1962～1969:清宮四郎
- 1969～1973:鵜飼信成
- 1973～1980:田中二郎
- 1980～1986:佐藤功
- 1986～1992:芦部信喜
- 1992～1998:塩野宏
- 1998～2004:樋口陽一
- 2004～2007:佐藤幸治
- 2007～2010:高橋和之
- 2010～2016:小早川光郎
- 2016～　　　:長谷部恭男